# Tropiques amers
Tropiques amers est une série télévisée française en 6 épisodes de 52 minutes réalisée par Jean-Claude Barny et créée par Virginie Brac et Myriam Cottias et diffusée entre le 10 mai et le 24 mai 2007 sur France 3.

## Synopsis
L'histoire se passe en Martinique à la fin du XVIIIe siècle. Elle parle de l'esclavage aux Antilles et prend pour exemple un planteur colon français, Théophile Bonaventure, qui se bat pour conserver son droit à l'esclavage. Parallèlement la série nous montre la vie de ses esclaves tels qu'Amédée qui se bat pour la liberté, Adèle amoureuse de Koyaba qui va jusqu'à perdre son fils à cause de son maître ou encore Rosalie amoureuse de Bonaventure et donc très jalouse envers la femme du colon ou encore envers Adèle.

## Distribution
- Fatou N'Diaye : Adèle
- Jean-Michel Martial : Amédée
- Jean-Claude Adelin : Théophile Bonaventure
- Léa Bosco : Olympe Bonaventure
- Thiam Aïssatou : Rosalie
- Jacky Ido : Koyaba
- Kevin Dust : Jacquier
- Nicolas Herman : François de Rochant
- Moonha Njay : Manon
- Lucette Salibur : Man Joseph
- Delphine Rich : Madame de Rochant
- Marc Berman : Monsieur de Rochant
- Luc Ponette : Christian de Chabot
- Daniel Bilong : Jean-Baptiste
- Annabelle Hettmann : Constance
- Tony Amoni : Ambroise Jones
- Yann Babilée
- Ludovic Berthillot : Mauduit
- Michel Chalonec
- Vincent Guillaud
- André Nerman : Officier anglais

## Épisodes
1. Un nouveau monde 
L'île de Martinique en 1788. L'île est alors dominée par une petite minorité de Français, les « colons » (ou « békés »), qui font travailler les esclaves sur leur plantation. Théophile Bonaventure est un de ces riches planteurs. Plus jeune, il est arrivé en Guadeloupe avec un contrat de 3 ans comme « engagé » mais il s'est enfui en Martinique où il a très bien réussi. Sa jeune épouse, Olympe de Rochant, débarque avec sa famille de petite noblesse car son père est le nouvel intendant du roi sur l'île. Théophile profite de l'arrivée d'un navire négrier pour acheter quelques esclaves sur le marché. Séduite par les traits fins d'un esclave Mandingue, Olympe en fait l'acquisition malgré les réticences de Théophile. Il s'appelle Koyaba et très vite, il manifeste sa forte personnalité (refus de la communion chrétienne par exemple). La vie dans la plantation reprend pourtant avec la nouvelle maîtresse qui espère avoir un enfant. Rosalie, une esclave jalouse, lui jette un sort. On suit les activités de Jacquier, le rude commandeur d'origine amérindienne caraïbe qui manie le bâton et le fouet, du paisible Amédée et de sa femme Manon dont le maître veut se débarrasser et qu'il remet dans les champs pour couper la canne, d'Adèle, leur jeune fille, que le maître, lassé par sa femme, commence à convoiter. Adèle se lie avec Koyaba alors que Manon, malade de l'Afrique et craignant d'être revendue, préfère se suicider.
2. Bois d'ébène 
Dans le quartier des esclaves, Koyaba inspire la crainte. Seule Adèle ose l'approcher. Théophile, lassé de son épouse, demande à Jacquier de lui amener Adèle. Pour récupérer sa place auprès de Théophile, Rosalie fait en sorte que les maîtres découvrent la liaison d'Adèle avec Koyaba. Koyaba est fouetté mais arrive à s'échapper et rejoindre les esclaves marrons. Théophile est furieux quand Adèle accouche d'un enfant noir.
3. Vivre libre ou mourir
4. Trahisons
5. Métisse
6. La dernière marche